# Cayo Sulpicio Pético
Cayo o Gayo Sulpicio Pético  fue un insigne patricio de la época inmediatamente posterior a la promulgación de las Leges Liciniae-Sextiae. Fue censor en el año 366 a. C., año en que un cónsul plebeyo fue elegido por primera vez, y dos años después, en 364 a. C., fue cónsul con Cayo Licinio Calvo, uno de los proponentes de las Leyes Licinio-Sextias. En ese año, una peste terrible azotó la ciudad, lo que dio lugar a la creación de los Ludi Scenici.
En el año 362 a. C. sirvió como legado en el ejército del cónsul plebeyo Lucio Genucio Aventinense y, después de la caída de este último en la batalla, rechazó un ataque de los hérnicos contra el campamento romano. En el año siguiente, 361 a. C., fue cónsul por segunda vez con Cayo Licinio Estolón. Ambos cónsules marcharon contra los hérnicos. Pético tomó la ciudad de Ferentinum y obtuvo el honor de un triunfo en su regreso a Roma.
En el año 358 a. C. fue nombrado dictador ya que los galos habían penetrado en el territorio de Praeneste, cerca de Pedum. Pético se estableció en un campamento fortificado. Sin embargo, a consecuencia de los murmullos de los soldados que estaban impacientes por esta inactividad, los llevó a la batalla contra los galos, a quienes derrotó no sin dificultad. Obtuvo otro triunfo por esta victoria y dedicó en el Capitolio una considerable cantidad de oro, parte del botín logrado.
En el año 355 a. C. fue uno de los interreges para la celebración de las elecciones. En el mismo año fue elegido cónsul por tercera vez con un colega también patricio, Marco Valerio Publícola, en violación de las Leyes Licinio-Sextias.
En 353 a. C. fue cónsul por cuarta vez con el mismo colega que en el consulado anterior. En el año 351 a. C. fue de nuevo interrex y en el mismo año obtuvo su quinto consulado con Tito Quincio Penno Capitolino Crispino.